# ザナドゥー (企業)
株式会社ザナドゥー（Xanadeux Co., Ltd.）とは、かつて存在した日本の映画製作・配給会社。

## 概要
1996年に沼田宏樹によって創業し、インディペンデント系洋画のミニシアター向け配給とビデオソフトの発売から事業を開始。1998年に「ムトゥ 踊るマハラジャ」を配給したことでマサラ映画を日本に紹介した功績で知られ、2003年の「呪怨」を皮切りにミニシアター系日本映画の配給・製作に進出する。以後、シネマコンプレックスによるスクリーン数の増加から日本映画の製作数が増加したことで、日本映画の配給・製作（出資）に重点を置いた。
2008年3月に郵政民営化を機に製作された長嶋一茂主演の映画『ポストマン』を全国170スクリーンで公開（ブロックバスターの半分相当であり、キー局制作ではない日本映画としては過大である）するも興行は失敗に終わる。ザナドゥーは同作製作委員会に加わっており同年秋にはDVDを発売したが、2009年春に破綻・解散。代表者は債権者への連絡なしに夜逃げしたことが2009年8月に明らかにされた。
同社により2009年秋に公開予定だった『ニューヨーク、アイラブユー』はIMJエンタテインメントとマジックアワーの配給により2010年2月27日に公開。

### 会社概要
- 設立: 1996年8月8日
- 所在地: 東京都品川区西五反田　東京都千代田区平河町
- 代表取締役: 沼田宏樹

#### 事業内容
- 映像著作物の企画、製作、販売および輸出入
- 音楽著作物の企画、製作、販売および輸出入
- 出版著作物の企画、製作、販売および輸出入
- 各種催事物の企画、運営
- コンピュータのハードウェアおよびソフトウェアの企画、製作、販売および輸出入

## 配給・製作作品
- サブウェイ
- ムトゥ 踊るマハラジャ
- オール・アバウト・マイ・マザー
- イギリスから来た男
- レクイエム・フォー・ドリーム
- 修羅雪姫 （東京テアトルと共同配給）
- Laundry
- 呪怨/呪怨2（東京テアトルと共同製作・配給）
- ぼくんち（宣伝協力）
- 銃声
- カクト
- 蛇イチゴ
- 2LDK
- 花
- 東京原発
- シルヴィア
- イザベルアジャーニの惑い
- 血と骨（松竹と共同配給）
- ノロイ
- いぬのえいが
- ニライカナイからの手紙
- 奇談
- 親指さがし
- ボーダータウン
- アヒルと鴨のコインロッカー
- 怪談
- 叫
- きみにしか聞こえない
- 歌謡曲だよ、人生は（アルタミラピクチャーズ、ポニーキャニオンと共同製作）
- ヒートアイランド
- ポストマン
- 死にぞこないの青
- ジャージの二人
- ブラッディ・バレンタイン3D